# Pseudomonacanthus
Genre
Pseudomonacanthus est un genre de poissons tetraodontiformes de la famille des Monacanthidae.

## Liste d'espèces
Selon ITISITIS (21 avril 2014) et World Register of Marine Species (21 avril 2014) :
- Pseudomonacanthus elongatus Fraser-Brunner, 1940
- Pseudomonacanthus macrurus (Bleeker, 1856)
- Pseudomonacanthus peroni (Hollard, 1854)

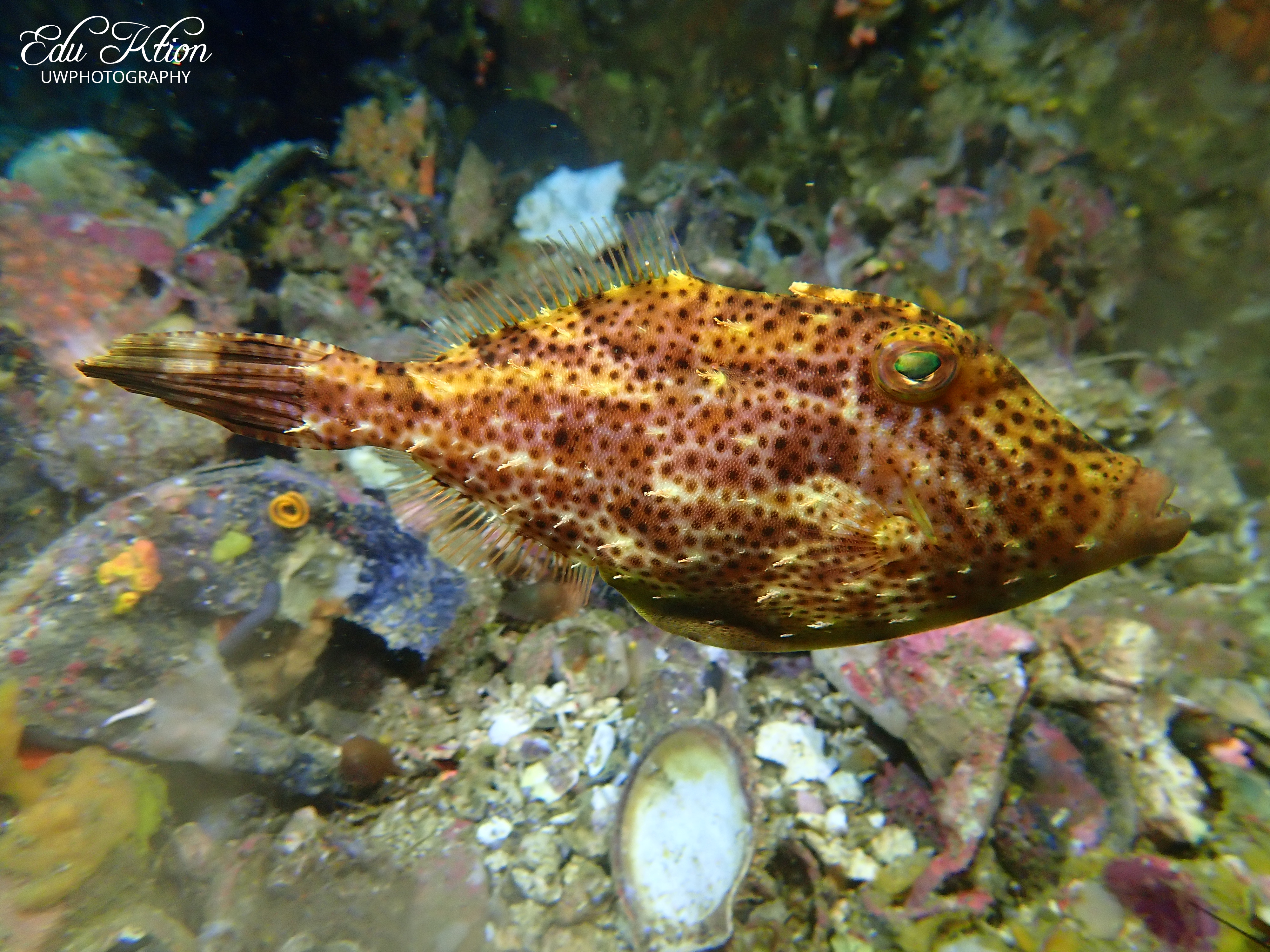
Pseudomonacanthus macrurus